# انخفاض أعداد الحشرات

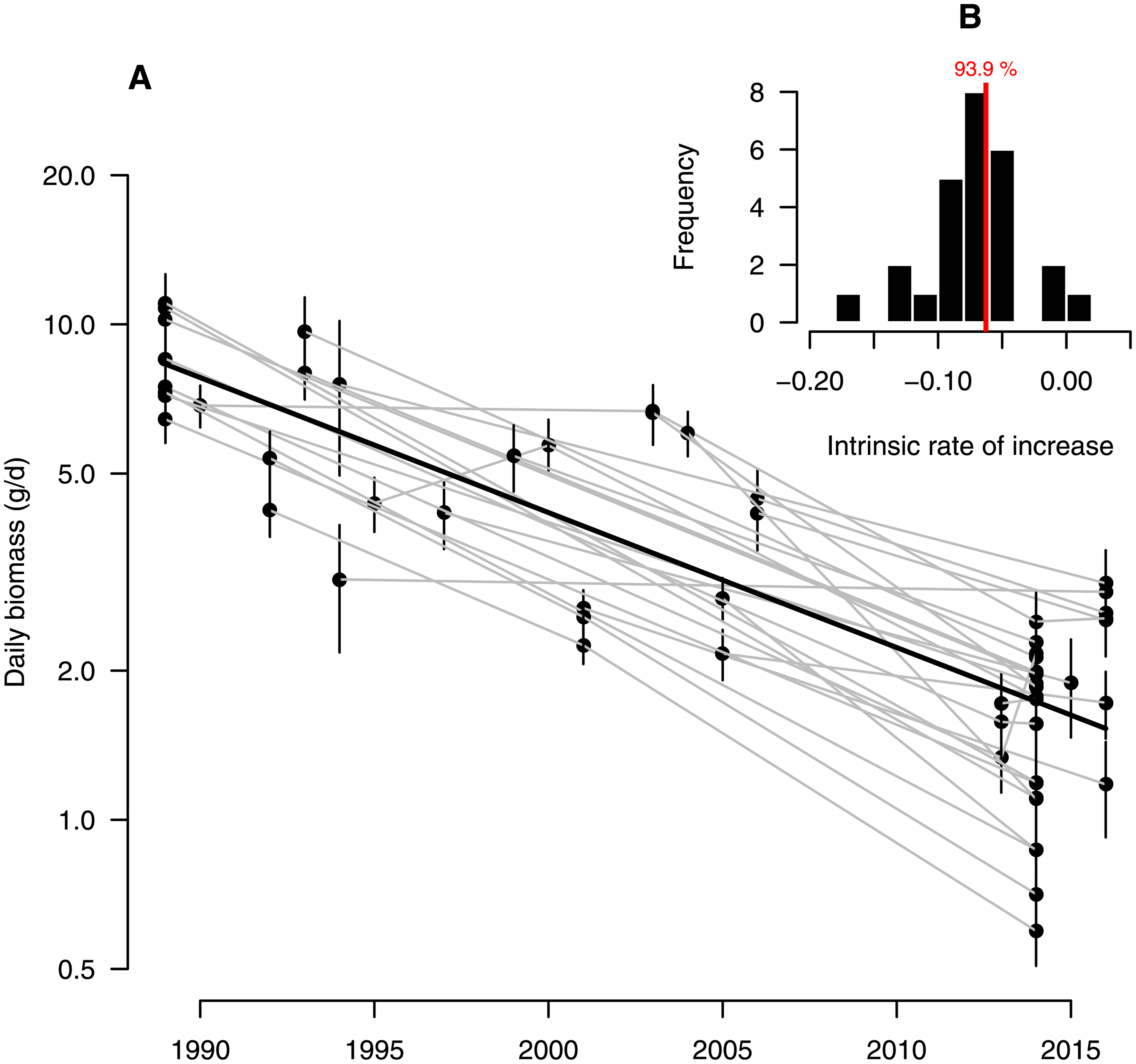

تكشف العديد من الدراسات عما يبدو كانخفاض كبير في أعداد الحشرات. تتعرض بعض أنواع الحشرات كالنحل، والفراشات، والعث، والخنافس، واليعاسيب، ومقترنات الأجنحة للضرر بشكل أكبر من غيرها. تُفيد أدلة متناقلة بوجود وفرة واضحة بشكل كبير في أعداد الحشرات في القرن العشرين، كظاهرة الزجاج الأمامي مثلًا.
تُعزى الأسباب المحتملة لانخفاض أعداد الحشرات إلى تدمير البيئة بما يتضمنه من الزراعة المكثفة، واستخدام مبيدات الآفات (وخاصة المبيدات الحشرية)، والتحضر، والتحول الصناعي، والأنواع المستقدمة، والاحتباس الحراري. لا تتأثر جميع رتب الحشرات بنفس الطريقة، وتشكل العديد من المجموعات موضوعًا للبحث المحدود، إذ لا تتوفر غالبًا الأرقام المقارنة من العقود السابقة. قد يؤدي التراجع العلمي في مجال علم الحشرات أيضًا لحدوث أخطاء في تحليل البيانات والإفراط في تعميمها بسبب قلة النتائج، ما يؤدي إلى المبالغة في انخفاض أعداد الحشرات.
في عام 2018، أطلقت الحكومة الألمانية «برنامج عمل لحماية الحشرات»، وفي عام 2019، كتب فريق مكون من 27 عالمًا من علماء الحشرات وعلماء البيئة البريطانيين رسالة مفتوحة إلى مؤسسة البحوث في المملكة المتحدة يطلبون فيها «إجراء تحقيقات مكثفة فورًا حول التهديد الحقيقي للاضطراب البيئي الناجم عن انخفاض أعداد الحشرات».

## نبذة تاريخية
يمتد السجل الأحفوري للحشرات إلى مئات ملايين السنين، ويشير إلى المستويات الطبيعية المستمرة لكل من الانتواع والانقراض. يُظهر السجل أيضًا بعض الحالات النادرة من الانقراضات الجماعية للحشرات، والتي يفهم أنها نتجت عن ظواهر طبيعية كنشاط بركاني أو اصطدام نيزك مثلًا. شهد انقراض العصر البرمي-الثلاثي أعلى مستوى لانقراض الحشرات، في حين حصل ثاني أعلى مستوى لانقراض الحشرات في انقراض العصر الطباشيري-الثلاثي. تلا الانقراضات الجماعية تعافٍ في التنوع الحشري، نتيجةً للفترات التي تنشأ فيها أنواع جديدة من الحشرات بوتيرة متزايدة، لكن التعافي قد يستغرق ملايين السنين.
منذ أواخر القرن العشرين، تزايد القلق إزاء انقراض الهولوسين الذي سببه الإنسان، رغم عدم تركيز معظم المخاوف المبكرة على الحشرات. في عام 2012، أشارت جمعية علم الحيوان في لندن في تقرير عن اللافقاريات في العالم، إلى الانخفاض العالمي في أعداد الحشرات، الذي يؤثر على عمليات التلقيح والإمدادات الغذائية للحيوانات الأخرى. قدرت كذلك أن نحو 20% من جميع أنواع اللافقاريات مهددة بالانقراض، وأن الأنواع ذات الحركة الأقل والنطاقات الأصغر معرضة لخطر الانقراض بشكل أكبر.
توفرت الدراسات المتوصلة إلى انخفاض أعداد الحشرات منذ عقود -تتبعت إحدى الدراسات انخفاض أعداد الحشرات منذ عام 1840 حتى عام 2013- لكن القضية حظيت باهتمام واسع لدى وسائل الإعلام بعد إعادة نشر دراسة المحميات الطبيعية الألمانية في عام 2017، وعبرت الصحافة عن انخفاض أعداد الحشرات بعناوين رئيسية مثيرة للقلق، كعنوان «نهاية العالم للحشرات». قال عالم البيئة ديف غولسون لصحيفة الغارديان في عام 2017: «يبدو أننا نصنع مساحات شاسعة من الأراضي التي لا تصلح لاستقبال معظم أشكال الحياة، وها نحن الآن في طريقنا إلى أرمجدون بيئية». بينت العديد من الدراسات انخفاضًا في بعض العوامل كالوفرة، والكتلة الحيوية، وثراء الأنواع لبعض المناطق، ولا يشمل هذا جميع المناطق، فبعض الأنواع في تناقص بينما بعضها الآخر ليس كذلك. أجريت الدراسات غالبًا على حشرات معينة كالفراشات، والعث، والنحل، والخنافس، واليعاسيب، ومقترنات الأجنحة، ومطويات الأجنحة. يتأثر كل نوع بطريقة مختلفة نتيجة للتغيرات في البيئة، ولا يمكن استنتاج وجود انخفاض مستمر بين مجموعات الحشرات المختلفة. تتكيف بعض أنواع الحشرات بسهولة مع تغير الظروف بينما يناضل بعضها الآخر من أجل البقاء.
في مارس عام 2019، أصدرت جمعية الحشرات الأمريكية بيانًا وضحت فيه عدم وجود بيانات كافية حتى الآن للتنبؤ بحدوث انقراض جماعي وشيك للحشرات، وذكرت أيضًا أن بعض التنبؤات المستنبطة «ربما توسعت بشكل يتجاوز حدود البيانات أو جرى المبالغة فيها». وثقت الدراسات الأوروبية انخفاضًا في وفرة وتنوع بعض الحشرات كبعض أنواع الفراشات، والنحل، والخنافس. رغم أن التوجهات في معظم المناطق غير معروفة حتى الآن، لكن بعض المناطق أظهرت زيادة في بعض أنواع الحشرات. من الصعب تقدير الاتجاهات طويلة الأجل لوفرة الحشرات أو تنوعها؛ نظرًا لأن القياسات التاريخية غير معروفة عمومًا للعديد من الأنواع. تفتقر بعض المناطق لبيانات قوية لتقدير المناطق أو الأنواع المعرضة للخطر، خاصةً منطقة القطب الشمالي، والمناطق الاستوائية، وأغلب المناطق الواقعة في نصف الأرض الجنوبي.

## الأسباب والعواقب

### الأسباب المقترحة
يُعزى الانخفاض في أعداد الحشرات إلى تدمير البيئة الناجم عن الزراعة المكثفة، والتحضر، واستخدام مبيدات الآفات، والأنواع المستقدمة، والاحتباس الحراري، بالإضافة إلى الإضاءة الاصطناعية. يؤثر الاستخدام المفرط للمبيدات الحشرية ومبيدات الأعشاب على أنواع الحشرات غير المستهدفة، فضلًا عن تأثيره على النباتات التي تتغذى عليها تلك الحشرات أيضًا. تعاني الأنواع المحلية من الضغط نتيجةً للاحتباس الحراري واستقدام الأنواع الغريبة التي تنافس الأنواع الأصلية، ما يرجح تعرضها لمسببات الأمراض والطفيليات، في حين تزداد بعض الأنواع الأخرى كذوات الجناحين والصراصير تحت تأثير نفس الظروف. يقدر تناقص الكتلة البيولوجية للحشرات بنحو 2.5% سنويًا.

### التأثيرات
يؤثر انخفاض أعداد الحشرات على الأنظمة البيئية وعلى أعداد الحيوانات الأخرى، بما فيها الإنسان. توجد الحشرات في «القاعدة الهيكلية والوظيفية للعديد من الأنظمة البيئية في العالم». في عام 2019، حذر استعراض عالمي من الآثار الكارثية لهذا الانخفاض على الأنظمة البيئية للكوكب، ما لم يجر التخفيف من حدته عبر اتخاذ إجراءات حاسمة. يؤثر الانخفاض بشكل مباشر على الطيور والثدييات الأكبر حجمًا التي تأكل الحشرات. يمكن أن يقلل انخفاض أعداد الحشرات من خدمات الأنظمة البيئية التي تقدمها الحشرات النافعة، كتلقيح المحاصيل الزراعية والتخلص من النفايات الحيوية. وفقًا لجمعية علم الحيوان في لندن، يمثل الانخفاض خسارة للقيمة الفعلية لأنواع الحشرات المتناقصة، إلى جانب خسارة قيمتها الفعالة.